# يورغ هاينريخ
يورغ هاينريخ (بالألمانية: Jörg Heinrich)‏ (مواليد 6 ديسمبر 1969) هو لاعب كرة قدم. يلعب مع منتخب ألمانيا لكرة القدم. سبق له أن لعب في كأس العالم لكرة القدم مع منتخب بلاده.

## روابط خارجية
- يورغ هاينريخ على موقع الاتحاد الدولي (مؤرشف)  (الإنجليزية)
- يورغ هاينريخ على موقع الاتحاد الأوربي (الإنجليزية)
- يورغ هاينريخ على موقع قاعدة بيانات كرة القدم.إي يو (الإنجليزية)
- يورغ هاينريخ على موقع بيانات كرة القدم. دي إي (الألمانية)
- يورغ هاينريخ على موقع ناشيونال فوتبول تيمز (الإنجليزية)
- يورغ هاينريخ على موقع عالم كرة القدم.نت (الإنجليزية)